# 사와 노부요시

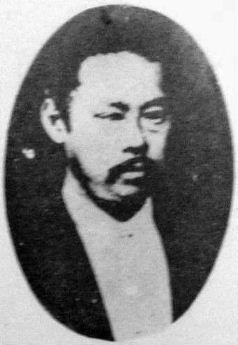
사와 노부요시

사와 노부요시(일본어: 澤 宣嘉, 1836년 2월 9일 ~ 1873년 9월 27일)는 막말의 공경으로, 초대 외무경을 맡았다.

## 생애
중납언의 관직을 맡던 아네가코지 긴스이(姉小路公遂)의 5남으로 태어나 사와가(澤家)의 당주 참의 사와 다메카즈(澤為量)의 양자로 입적하게 되었다.
아버지와 같이 조정에서 일하며 외교에 관여하였는데 특히 미국과의 조약에 반대하는 등 존황양이파의 일원으로 활동하였다. 그러다가 1863년의 8월 18일의 정변 이후 추방되어 도피생활을 하였다. 이후 1867년 메이지 왕정복고 이후 관직에 복귀하여 요직을 맡았으며, 1869년에는 다테 무네나리의 뒤를 이어 외국관지사에서 새로 개칭한 외무경이 되어 외교에 참가한다.
외무경으로 있으면서 데라시마 무네노리와 함께 오스트리아-헝가리 제국과의 일-오 수호통상조약을 맺는등 국교 수립에 공헌한다. 러시아 공사로 착임이 예정되어 있었으나 1873년 병으로 요절하였다. 향년 38세.

## 같이 보기
- 일본의 외무대신